# U.S. Highway 99
Der U.S. Highway 99 (auch US 99) war eine Nord-Süd-Verbindung des United States Numbered Highway System an der Westküste der Vereinigten Staaten. Er verlief von Calexico, Kalifornien an der Grenze zu Mexiko nach Blaine, Washington an der Grenze zu Kanada. Er existierte von 1926 bis 1972. Heutzutage wird seine Funktion größtenteils vom Interstate Highway 5 übernommen. Nach der Außerbetriebnahme wurde er in State Routes und Interstate Highways neu gegliedert.

## Routenbeschreibung

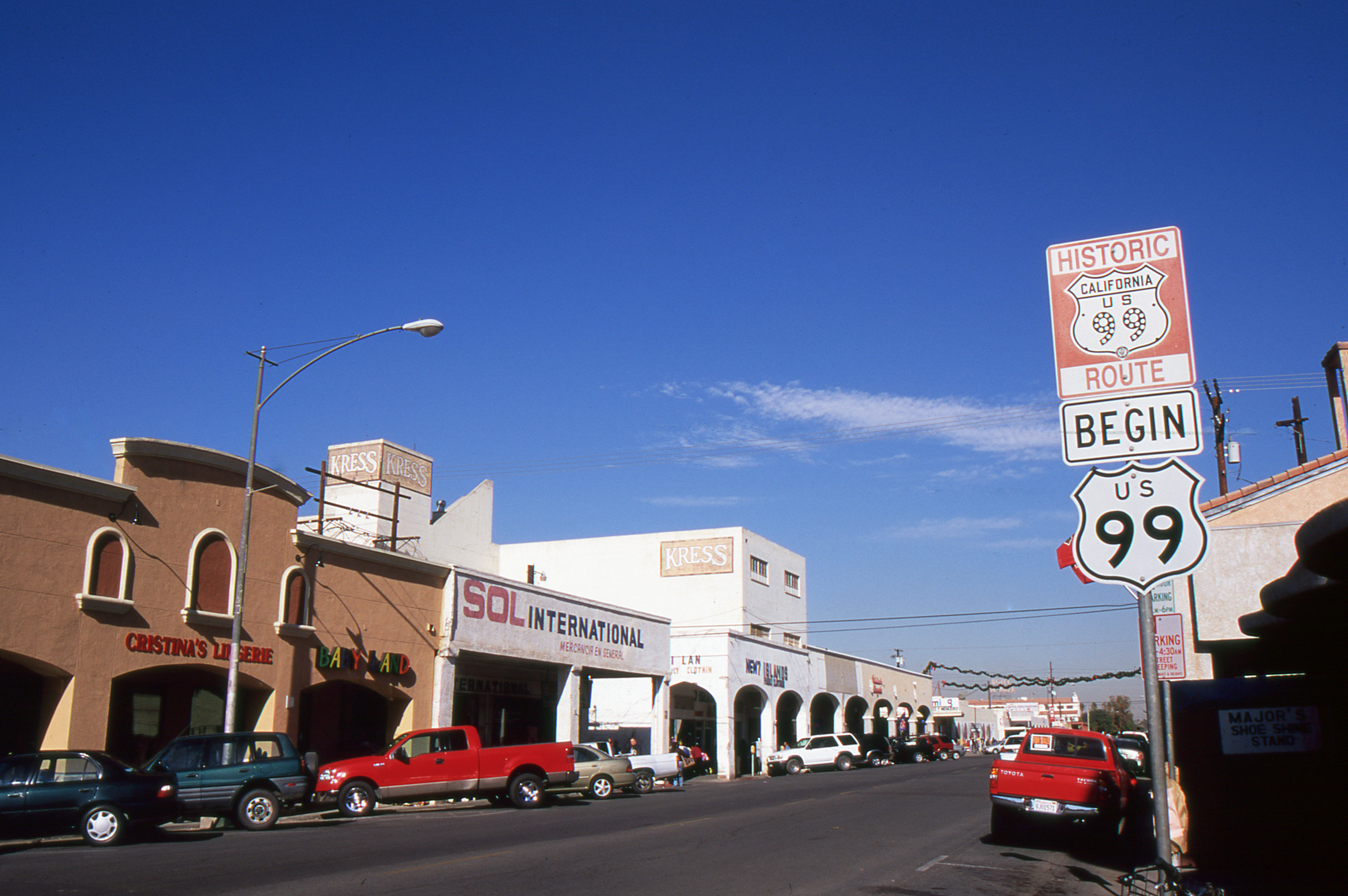
Ehemaliges Ende des U.S. Highway 99 in Calexico, Kalifornien

### Kalifornien
Das Südende der Straße befand sich in Calexico an der Grenze zu Mexiko. Von dort aus verlief sie in Richtung Norden durch das Imperial Valley und entlang der Küste der Salton Sea zum Coachella Valley, ungefähr entlang der heutigen California State Route 86 und California State Route 111. Der US 99 folgte dann der heutigen Interstate 10 nach Los Angeles, und dann nördlich entlang der Interstate 5 ins Central Valley. Dort folgt ihr heute die California State Route 99 und läuft über Bakersfield und Fresno in die Bundesstaatshauptstadt Sacramento. In Sacramento spaltete sich der Highway in zwei parallel zueinander verlaufende Straßen, 99W and 99E. Dabei folgte der US 99W ungefähr der heutigen Interstate 5 auf der westlichen, und der US 99E der State Route 99 an der östlichen Seite des Sacramento Valley. Beide Straßen führten in Red Bluff wieder zusammen. Die Interstate 5 folgt ab dort wieder dem ehemaligen Streckenverlauf.

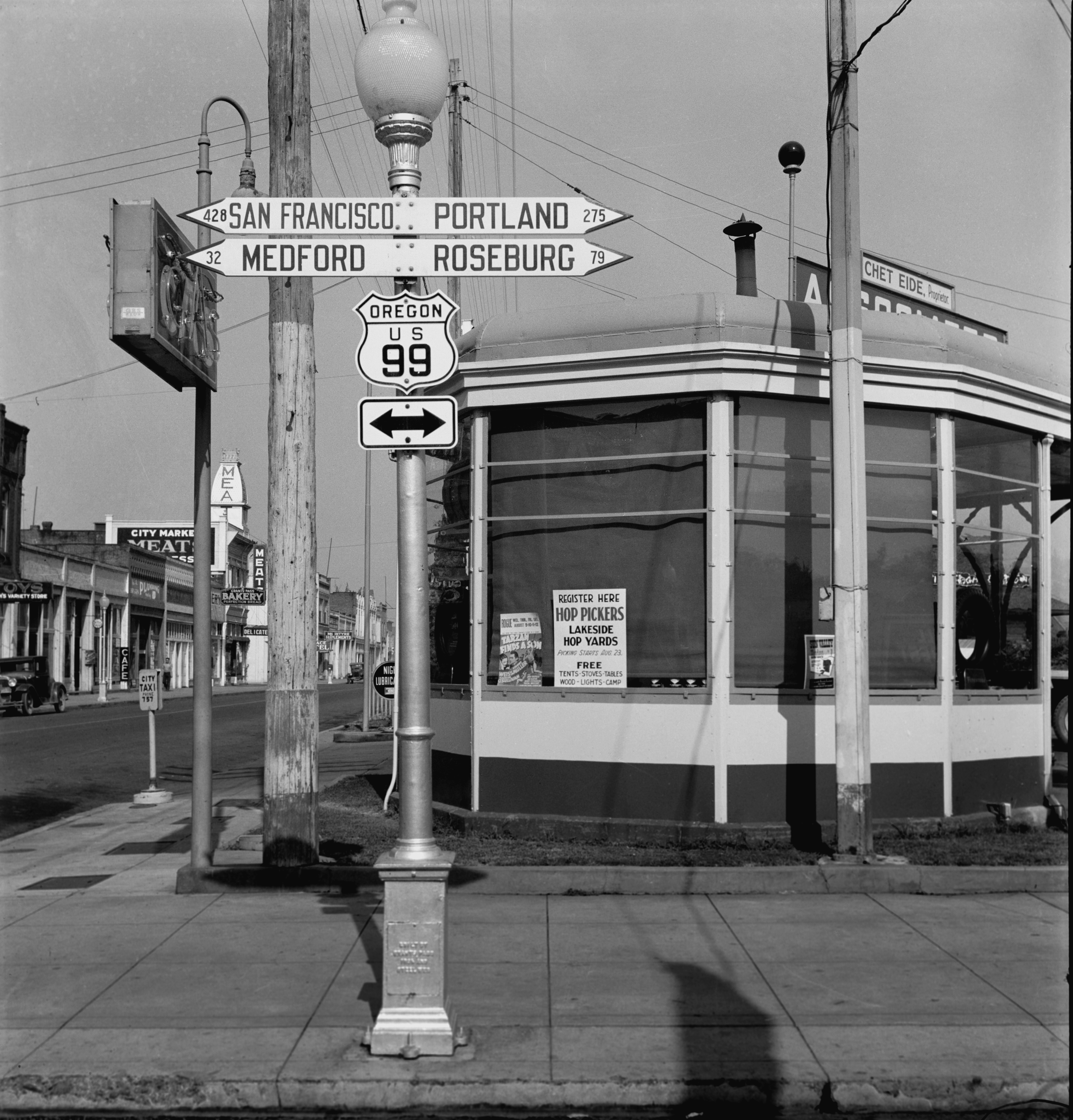
U.S. Route 99 in Grants Pass, Oregon, 1939

### Oregon
In Oregon folgen die Oregon Routes 99, 99W und 99E, die sich häufig mit der I-5 überschneiden, der alten US 99. Eine Ausnahme ist die Strecke von der Grenze zu Kalifornien bis nach Ashland. Dort heißt die Strecke aktuell Oregon Route 273. Sie verläuft demnach über Eugene, Salem und Oregon City nach Portland an der Grenze zu Washington.
In Grants Pass mündet außerdem die einzige noch heute existierende Spur Route zum historischen Highway in die OR-99, die US 199.

### Washington
In Washington sind große Teile der Strecke Stadt- oder Landstraßen ohne Nummerierung; Nur ein kleines Stück zwischen Fife und Everett trägt noch die Nummer 99 (als Washington State Route 99). Die Strecke verlief von der Grenze zu Oregon über Vancouver (Washington), Olympia, Seattle und Bellingham nach Blaine an der kanadischen Grenze.

## Geschichte

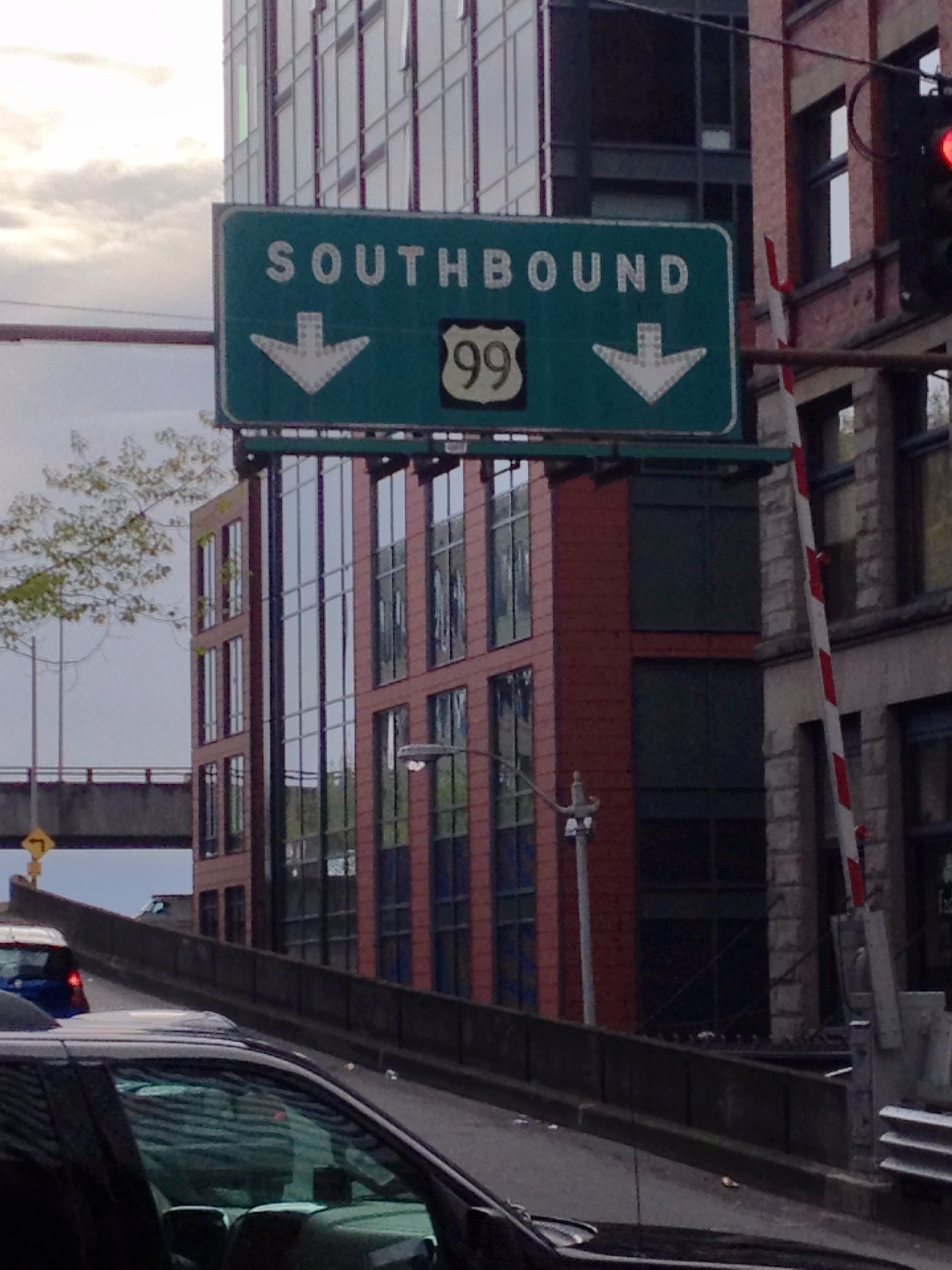
Schild an der US 99 in Seattle, am Eingang zum alten Alaskan Way Viaduct. Die Brücken wurden abgerissen, nachdem sie durch den State Route 99 Tunnel ersetzt wurden.

Ein großer Teil der Straße von Stockton nach Vancouver (Washington) folgte dem Siskiyou Trail, der auf Verbindungspfaden der Indianer basiert. Trapper der Hudson’s Bay Company waren in den 1820er Jahren die ersten Nicht-Ureinwohner, die diesen Pfad entlangliefen. In der zweiten Hälfte des neunzehnten Jahrhunderts folgten Maultierpfade, Postkutschenstraßen und Eisenbahnen dem Siskiyou Trail. Um 1910 wurden erste Autostraßen entlang dem Siskiyou Trail gebaut, unter anderem den Pacific Highway, der von British Columbia nach San Diego führte und der Vorläufer großer Teile des U.S. Highway 99 war. Durchgehend asphaltiert wurde er um 1930, zur selben Zeit, zu der er auch in das United States Numbered Highway System aufgenommen wurde.

### Außerbetriebnahme
1963 wurde ein Gesetzesentwurf beschlossen, der Kaliforniens immer komplizierter werdendes Straßensystem vereinfachen sollte. Dadurch wurde ab 1964 in Kalifornien und Washington mit der schrittweisen Abschaffung begonnen, die 1968 mit der Fertigstellung des Interstate Highway 5 beendet wurde. 1972 wurden mit der Abschaffung der Straßen US 99W, US 99E und US 99 in Oregon die letzten Abschnitte des Highways entfernt.

## Vermächtnis
In einem langen Gedicht von Gary Snyder, "Night Highway 99", wird das Reisen auf dem U.S. Highway 99 beschrieben.
Das Videospiel Sonic Advance 3 von Sega hat ein Gebiet mit dem Namen "Route 99", die Namensgebung könnte aber auch Zufall sein.
Es war geplant, dass die Route 99 in Cars 3 von Pixar vorkommen sollte, was von Michael Wallis, einem der Sprecher, bestätigt wurde. Dazu kam es jedoch nie.

## Zubringer und Umgehungen
Obwohl es die Straße nicht mehr gibt, trägt eine Nebenroute der US 99 weiterhin die ursprüngliche Mutterstraße im Namen. 
- U.S. Highway 199
- U.S. Highway 299 (ehemals)
- U.S. Highway 399 (ehemals)